# Gadget Boy
Gadget Boy (conocida como El Pequeño Truquitos o el Inspector Truquitos en Hispanoamérica) es una serie de televisión animada de DIC Entertainment. La serie se estrenó en los Estados Unidos en 1995 en redifusión y en Francia por la red M6.
Esta serie es sobre "Gadget Boy", un niño detective biónico con una personalidad similar a la del Inspector Gadget. Tan distraído como el Inspector Gadget original, Gadget Boy generalmente era sacado de apuros con la ayuda de Heather, aunque también le ayudaron mucho sus innumerables herramientas de alta tecnología y sus brazos y piernas extensibles. Los implantes biónicos de Gadget Boy fueron instalados por el inventor suizo Myron Dabble (voz de Maurice LaMarche) quien tiene un enamoramiento no correspondido por Heather. Gadget Boy y Heather reciben sus tareas del Jefe Stromboli con sede en Italia (también con la voz de Maurice LaMarche), quien, al igual que el jefe Quimby, es una víctima frecuente de la torpeza de Gadget Boy. El pequeño niño detective es asistido por la bella e ingeniosa agente Heather (con la voz de Tara Charendoff), una equivalente de Penny (la diferencia es que Heather es una mujer joven que está en sus primeros 20 años). También lo acompaña un perro robot llamado G-9 (voz de Maurice LaMarche), que actúa como el "Brain" de esta serie, mostrando sus capacidades de transformación para sacar a la pandilla de las situaciones más difíciles.
El villano principal de esta serie, en lugar del Dr. Claw, es Spydra la malvada mujer enmascarada con seis brazos (con la voz de Louise Vallance) y está acompañada por Boris, un buitre sarcástico y ruidoso con acento ruso a quien maltrata con frecuencia, junto con sus secuaces Mulch y su hermano gemelo Houmous, todos interpretados con la voz de Maurice LaMarche.
La canción principal de la serie fue escrita e interpretada por Mike Piccirillo. Los compositores del subrayado musical fueron Mike Piccirillo y Jean-Michel Guirao.

## Personajes

### Héroes
- Gadget Boy (Inspector Truquitos en Latinoamérica)

Es un detective de policía biónico que trabaja para Interpol en la ciudad de Nueva York. Trae con sigo a su perro, G-9, y es asistido por la Agente Heather. Fue concebido como un "niño" biónico con la personalidad de un "detective adulto perfecto" (aunque no tiene ninguna relación con el mencionado Inspector Gadget). Al igual que el Inspector Gadget, Gadget Boy está equipado con herramientas en su cuerpo y es tan torpe como Gadget, pero utilizará sus aparatos para salir de situaciones pegajosas. Los implantes biónicos fueron instalados por el inventor Myron Dabble. La Agente Heather pone a Gadget Boy fuera de peligro, pero el niño también se las ingenia con sus innumerables herramientas de alta tecnología y sus brazos y piernas extensibles. Gadget Boy generalmente está acompañado por la Agente Heather y G-9, a diferencia de Gadget, quien en la serie original, normalmente les informa a Penny y Brain que irá sólo a la misión, una vez que recibe su asignación y confirma que la misión es demasiado peligrosa pero usualmente es engañado por Brain disfrazado como un agente de M.A.D. Gadget Boy y G-9 parecen cambiar entre ser completamente robóticos y ser medio robóticos en diferentes episodios. En el episodio 10 "Gadget Boy and the Uncommon Cold", se revela que Gadget Boy es mitad robot y, por lo tanto, se resfría mientras que el G-9 no. Sin embargo, en el episodio 20 "Boy Power of Babble", Gadget Boy no se ve afectado por el "rayo babblizer" porque es mitad robot con un cerebro mecánico, mientras que el G-9 es completamente robótico. Don Adams hace la voz de Gadget Boy, similar a la voz original del Inspector Gadget. Gadget Boy suele decir "Sowsers! Bowsers!", similar a la frase del Inspector Gadget, "Wowsers!".
- Agente Heather

Es una agente de Interpol y la ayudante de Gadget Boy. Ella es una agente más ingeniosa y la equivalente de Penny en Inspector Gadget, excepto que la Agente Heather es mucho más alta que Penny y parece tener unos 20 años, además de ser el interés amoroso del inventor Myron Dabble. La agente Heather tiene el pelo rojo corto y los ojos azules, lleva una chaqueta verde, una camisa blanca, pantalones jeans azules y zapatos de ballet azul oscuro. Su nombre es Estelle en la versión francesa. En el episodio 5 “Gadget Boy and the Wee Folk” se revela que es de ascendencia irlandesa.
- G-9 (Rito en Latinoamérica)

Es el perro robot de Gadget Boy, similar a Brain del Inspector Gadget. Puede transformarse en cualquier cosa y ayuda a Gadget Boy a que él y su pandilla salgan de las situaciones más difíciles. Gadget Boy y G-9 parecen cambiar entre ser completamente robóticos y medio robóticos en diferentes episodios. Aunque G-9 es un perro robot, en el episodio 20 "Boy Power of Babble" se revela que el G-9 es mitad robot cuando se ve afectado por el "rayo babblizer", dándole la habilidad de hablar en un inglés antiguo con acento inteligente. A diferencia de Brain, el G-9 suele acompañar a Gadget Boy y el pequeño detective no lo confunde con un agente enemigo, contrario al Inspector Gadget original que usualmente, en estos casos, confunde a Brain con un agente de M.A.D. cuando este aparece de incógnito.

### Villanos
- Spydra (Arácnida en Latinoamérica)

Es la principal villana de Gadget Boy y Heather. Spydra usa una máscara rosa y tiene seis brazos, habla en voz alta, y es casi la versión femenina del Dr. Claw. Sus objetivos principales son destruir a Gadget Boy y cometer grandes crímenes de todo tipo. Por lo general, Spydra supervisa todo desde su guarida, de igual modo en que el Dr. Claw permanece en su terminal de computadora, ya sea en su castillo o en el M.A.D. mobile, pero ella no ejecuta una organización criminal a gran escala similar a M.A.D. Además, se puede ver el cuerpo completo de Spydra, a diferencia del Dr. Claw en la serie original, donde solo se ven sus brazos y se esconde detrás de una silla, mientras que Spydra se levanta de su silla todo el tiempo. Spydra se llama así por su parecido con las arañas, luciendo seis brazos y manteniendo su rostro oculto bajo una máscara. De vez en cuando se quita la máscara para usar uno de sus poderes principales: la habilidad de petrificar a cualquiera que vea su rostro real. Por supuesto, el desenmascaramiento siempre se da fuera de pantalla, cuando está oscuro o simplemente mostrando de frente a la persona que la ve. Su mascota es el buitre Boris, y ella suele ser abusiva con él, a menudo usa aliteraciones para insultar a Boris. Los secuaces de Spydra son los hermanos gemelos Mulch y Hummus, los únicos secuaces recurrentes de la serie, en contraste a los diferentes agentes recurrentes de M.A.D. sin nombre en el Inspector Gadget (con algunas excepciones en que aparece una vez algún supervillano con nombre, lo que es menos evidente en la segunda temporada de la serie). Su nombre en la versión de Francia es Arachna.
- Boris

Es la mascota parlante de Spydra. Boris es maltratado con frecuencia por Spydra, es un buitre chistoso y sarcástico que habla con acento ruso. Boris se diferencia del Gato M.A.D. en eso ya que el Gato M.A.D. es un imán para el Dr. Claw quien lo acariciaba o lo golpeaba, mientras que Boris solo es abusado de muchas maneras por Spydra, por ejemplo ella lo insulta, lo lanza, o en casos extremos, lo petrifica. Tiende a recordarle a Spydra que él tiene un trabajo de escritorio y le gusta la comida.
- Los hermanos Mulch y Hummus (Tor y Peza en Latinoamérica)

Son hermanos gemelos y los secuaces criminales de Spydra. La villana envía a Mulch y Hummus para hacer su trabajo sucio. El diseño de Mulch y Hummus es algo parecido a los agentes recurrentes de M.A.D. de la serie original de Inspector Gadget. Sin embargo, Mulch y Hummus son los únicos secuaces de Spydra, a diferencia de la numerosa cantidad de agentes de M.A.D. que trabajan para el Dr. Claw. El chiste recurrente es que Spydra no puede decir cuál es cuál (Boris dice que Hummus es el que tiene la nariz grande).

### Otros personajes
- Myron Dabble (Doctor Chispa en Latinoamérica)

Es un inventor de Suiza que trabaja para la Interpol. Él es el hombre que, como el profesor von Slickstein, equipó a Gadget Boy con sus aparatos. Myron Dabble usa anteojos y siente un amor no correspondido por la Agente Heather. En el episodio de la temporada 2 "Back to the Vulture", se revela que en realidad nació en Cleveland y habla con acento suizo porque se mudó a Suiza en su juventud.
- Jefe Drake Stromboli

Es el jefe de Interpol. Es italiano y como tal, habla con acento italiano. El jefe Stromboli tiene el pelo blanco y un bigote blanco y le da a Gadget Boy y Heather sus tareas. Al igual que el jefe Quimby en el Inspector Gadget, el jefe Stromboli es una víctima frecuente de la torpeza de Gadget Boy. Las asignaciones de las tareas se imprimen en una hoja larga de papel que a menudo sale de su corbata, en comparación con el papel autodestructivo en el que el Inspector Gadget recibe sus mensajes, y no los ignora.

## Doblaje
| Personaje               | Actor de voz                   | Actor de doblaje (Hispanoamérica) |
| ----------------------- | ------------------------------ | --------------------------------- |
| Gadget Boy              | Don Adams (Temporada 1)        | Luis Alfonso Mendoza              |
| Gadget Boy              | Maurice LaMarche (Temporada 2) | Luis Alfonso Mendoza              |
| Agente Heather          | Tara Charendoff                | Elsa Covián                       |
| Spydra                  | Stevie Vallance                | Nancy MacKenzie                   |
| G-9                     | Maurice LaMarche               | —                                 |
| Boris                   | Maurice LaMarche               | Emilio Guerrero                   |
| Hermanos Mulch y Hummus | Maurice LaMarche               | Ricardo Mendoza y Armando Coria   |
| Myron Dabble            | Maurice LaMarche               | Marcos Patiño                     |
| Jefe Drake Stromboli    | Maurice LaMarche               | —                                 |

## Gadget Boy's Adventures in History
En 1997, Gadget Boy apareció en la segunda temporada titulada Gadget Boy's Adventures in History (conocida simplemente como Inspector Truquitos en Latinoamérica), un especial educativo. En esta serie de episodios, el joven detective debe detener a la malvada Spydra viajando a través del tiempo. Esta versión, al igual que Inspector Gadget's Field Trip, un spin off del Inspector Gadget, se emitió en The History Channel, y se transmitió en This is for Kids de This TV hasta el 23 de septiembre de 2011.
A veces la falla de Spydra no le permite usar o cambiar el tiempo a su gusto durante la serie.

## Lanzamiento de DVD
El 21 de febrero de 2012, Mill Creek Entertainment lanzó Gadget Boy's Adventures in History- The Complete Series en DVD en la Región 1 por primera vez. El set de 3 discos incluyó los 26 episodios de la segunda temporada de la serie. También lanzaron una gran colección de 10 episodios el mismo día.
Los 26 episodios de Gadget Boy & Heather están disponibles en iTunes.

## Transmisión por televisión
Inicialmente sale al aire en el Reino Unido por BBC One y BBC Two desde 1997 hasta 2001 como Gadget Boy; también se transmitió en las primeras horas de la mañana por Cartoon Network hasta 2009 y en el canal Boomerang. En los Estados Unidos, fue retransmitida en Toon Disney, entre 1998 y 2001. Hasta el 23 de septiembre de 2011, en los Estados Unidos, la serie se transmite en la red This TV. La serie fue transmitida en Canadá por Family desde 1998 hasta 2000.
En Indonesia se transmitió por el canal Net Media y en Spacetoon hasta 2013. Gadget Boy también hizo una aparición (en cierto modo) en Inspector Gadget's Field Trip en un episodio en el que bebió de la Fuente de la Juventud.